# 슈교 도모히토
슈교 도모히토(일본어: 修行 智仁, 1984년 6월 29일 ~ )는 일본의 축구 선수이다.

## 구단 경력
그는 2012년부터 2024년까지 J리그의 FC 마치다 젤비아, 오이타 트리니타, FC 이마바리에서 활동하였다.